# Temporada 1990-91 de los Dallas Mavericks
La temporada 1990-91 fue la undécima de los Dallas Mavericks en la NBA. La temporada regular acabó con 28 victorias y 54 derrotas, ocupando el duodécimo puesto de la conferencia Oeste, no logrando clasificarse para los playoffs.

## Elecciones en elDraft
| Ronda | Puesto | Jugador        | Posición | Nacionalidad   | Universidad |
| ----- | ------ | -------------- | -------- | -------------- | ----------- |
| 2     | 49     | Phil Henderson | Escolta  | Estados Unidos | Duke        |

## Temporada regular
| División Medio Oeste   | División Medio Oeste | División Medio Oeste | División Medio Oeste | División Medio Oeste | División Medio Oeste | División Medio Oeste | División Medio Oeste | División Medio Oeste |
| Equipo                 | G                    | P                    | %                    | PD                   | Casa                 | Fuera                | Div                  |                      |
| ---------------------- | -------------------- | -------------------- | -------------------- | -------------------- | -------------------- | -------------------- | -------------------- | -------------------- |
| y-San Antonio Spurs    | 55                   | 27                   | .671                 | —                    | 33–8                 | 22–19                | 20–8                 |                      |
| x-Utah Jazz            | 54                   | 28                   | .659                 | 1                    | 36–5                 | 18–23                | 21-7                 |                      |
| x-Houston Rockets      | 52                   | 30                   | .634                 | 3                    | 31-10                | 21–20                | 20-8                 |                      |
| Orlando Magic          | 31                   | 51                   | .378                 | 24                   | 24-17                | 7–34                 | 13–15                |                      |
| Minnesota Timberwolves | 29                   | 53                   | .354                 | 26                   | 21-20                | 8-33                 | 9-19                 |                      |
| Dallas Mavericks       | 28                   | 54                   | .341                 | 27                   | 20-21                | 8–33                 | 7-21                 |                      |
| Denver Nuggets         | 20                   | 62                   | .244                 | 35                   | 17-24                | 3-38                 | 8–20                 |                      |

## Estadísticas
| Rk | Jugador          | Edad | P  | PT | MP   | TC  | TCI  | %TC  | T3  | T3I | %T3  | TL  | TLI | %TL   | RO  | RD  | RT   | AS  | RB  | TAP | BP  | FP  | PTS  |
| -- | ---------------- | ---- | -- | -- | ---- | --- | ---- | ---- | --- | --- | ---- | --- | --- | ----- | --- | --- | ---- | --- | --- | --- | --- | --- | ---- |
| 1  | Derek Harper     | 29   | 77 | 77 | 37.4 | 7.4 | 15.9 | .467 | 1.2 | 3.2 | .362 | 3.7 | 5.1 | .731  | 0.8 | 2.3 | 3.0  | 7.1 | 1.9 | 0.2 | 2.3 | 2.9 | 19.7 |
| 2  | Rolando Blackman | 31   | 80 | 80 | 37.1 | 7.9 | 16.5 | .482 | 0.5 | 1.4 | .351 | 3.5 | 4.1 | .865  | 0.8 | 2.4 | 3.2  | 3.8 | 0.9 | 0.2 | 2.0 | 1.9 | 19.9 |
| 3  | Rodney McCray    | 29   | 74 | 68 | 34.6 | 4.5 | 9.2  | .495 | 0.2 | 0.5 | .333 | 2.1 | 2.7 | .803  | 2.1 | 5.5 | 7.6  | 3.5 | 0.9 | 0.7 | 1.7 | 2.7 | 11.4 |
| 4  | Roy Tarpley      | 26   | 5  | 5  | 34.2 | 8.6 | 15.8 | .544 | 0.0 | 0.2 | .000 | 3.2 | 3.6 | .889  | 3.2 | 7.8 | 11.0 | 2.4 | 1.2 | 1.8 | 2.6 | 4.0 | 20.4 |
| 5  | James Donaldson  | 33   | 82 | 82 | 34.1 | 4.0 | 7.5  | .532 | 0.0 | 0.0 |      | 2.0 | 2.8 | .721  | 2.5 | 6.4 | 8.9  | 0.8 | 0.4 | 1.1 | 1.8 | 2.2 | 10.0 |
| 6  | Herb Williams    | 32   | 60 | 36 | 30.5 | 5.5 | 10.9 | .507 | 0.0 | 0.1 | .000 | 1.4 | 2.2 | .638  | 1.4 | 4.5 | 6.0  | 1.6 | 0.5 | 1.5 | 1.9 | 3.3 | 12.5 |
| 7  | Randy White      | 23   | 79 | 29 | 24.1 | 3.4 | 8.4  | .398 | 0.1 | 0.5 | .162 | 2.0 | 2.8 | .707  | 2.2 | 4.2 | 6.4  | 0.8 | 1.0 | 0.6 | 1.7 | 3.9 | 8.8  |
| 8  | Alex English     | 37   | 79 | 26 | 22.1 | 4.1 | 9.3  | .439 | 0.0 | 0.0 | .000 | 1.5 | 1.8 | .850  | 1.4 | 1.8 | 3.2  | 1.3 | 0.5 | 0.3 | 1.3 | 1.8 | 9.7  |
| 9  | Fat Lever        | 30   | 4  | 0  | 21.5 | 2.3 | 5.8  | .391 | 0.0 | 0.8 | .000 | 2.8 | 3.5 | .786  | 0.8 | 3.0 | 3.8  | 3.0 | 1.5 | 0.8 | 2.5 | 1.3 | 7.3  |
| 10 | Brad Davis       | 35   | 80 | 6  | 17.8 | 2.0 | 4.7  | .426 | 0.3 | 1.1 | .259 | 1.1 | 1.5 | .771  | 0.2 | 1.3 | 1.5  | 2.9 | 0.6 | 0.2 | 1.0 | 2.7 | 5.4  |
| 11 | Kelvin Upshaw    | 28   | 48 | 1  | 10.7 | 2.2 | 4.8  | .450 | 0.1 | 0.6 | .241 | 1.1 | 1.3 | .859  | 0.4 | 0.7 | 1.1  | 1.8 | 0.6 | 0.1 | 0.8 | 1.6 | 5.6  |
| 12 | John Shasky      | 26   | 57 | 0  | 8.9  | 0.9 | 2.0  | .440 | 0.0 | 0.0 |      | 0.8 | 1.4 | .608  | 1.0 | 1.3 | 2.4  | 0.2 | 0.2 | 0.4 | 0.5 | 1.3 | 2.6  |
| 13 | Steve Alford     | 26   | 34 | 0  | 6.9  | 1.7 | 3.4  | .504 | 0.2 | 0.7 | .304 | 0.8 | 0.9 | .839  | 0.3 | 0.4 | 0.7  | 0.6 | 0.2 | 0.0 | 0.5 | 0.3 | 4.4  |
| 14 | Jim Grandholm    | 30   | 26 | 0  | 6.5  | 1.2 | 2.2  | .517 | 0.3 | 0.7 | .529 | 0.4 | 0.8 | .476  | 0.8 | 1.2 | 1.9  | 0.3 | 0.1 | 0.3 | 0.4 | 1.3 | 3.0  |
| 15 | Howard Wright    | 23   | 3  | 0  | 2.7  | 0.7 | 1.0  | .667 | 0.0 | 0.3 | .000 | 0.7 | 0.7 | 1.000 | 0.3 | 0.3 | 0.7  | 0.0 | 0.3 | 0.0 | 0.0 | 0.7 | 2.0  |